# Субсенсорная зона
Субсенсорная зона (от лат. sub — под и sensus — чувство, ощущение) — это область сенсорной чувствительности, при которой внешние раздражители не осознаются человеком, но все же оказывают влияние на его поведение и физиологические реакции.
В когнитивной психологии и нейрофизиологии изучение субсенсорной зоны позволяет лучше понять механизмы неосознаваемого восприятия и их влияние на психические процессы и деятельность. Основные исследования в этой области проводились такими учеными, как Г.В. Гершуни и Е.Н. Соколов.

## История вопроса

### Ранние исследования
Первое упоминание о неосознаваемом восприятии относится к экспериментам Н. Сусловой, ассистентки И.М. Сеченова, проведенным в 1863 году. Она наблюдала изменения в характере ощущений при воздействии слабого электрического тока, который сам по себе не вызывал осознания. В 1881 году Урбанчич описал бинауральное взаимодействие, когда локализация звука, слышимого одним ухом, изменялась под влиянием звука, подаваемого на другое ухо.

### Исследования Г.В. Гершуни
Г.В. Гершуни продолжил исследования в этой области, работая с пациентами, получившими закрытые травмы головного мозга во время Второй мировой войны. Он обнаружил, что несмотря на отсутствие слуховых ощущений, сильные звуки вызывали изменения в спонтанной электрической активности коры головного мозга, кожно-гальванические реакции и  улитко-зрачковый рефлекс. Эти данные позволили Гершуни количественно определить субсенсорную область.
Более поздние исследования Г.В. Гершуни и его сотрудников показали, что субсенсорная область существует и в норме. Ее пределы сильно зависят от функционального состояния человека и колеблются от 5 до 12 дБ для слуха.

### Проблема подпорогового восприятия
Открытие феномена субсенсорной зоны положило начало изучению проблемы подпорогового восприятия, которое включает в себя исследование влияния неосознаваемых стимулов на познавательные и эмоциональные процессы. Эта область психологии продолжает активно изучаться. В последнее время растет интерес к исследованиям в области  сублиминального восприятия, а именно семантического прайминга. Суть этого явления заключается в том, что смысл первого слова, которое человек видит лишь на мгновение, влияет на восприятие второго.

### Прочие исследования
В настоящее время исследования, связанные с субсенсорной стимуляцией, активно проводятся не только в психологии, но и в медицине и нейрофизиологии.
Например, в медицине субсенсорные вибрации уже используются для снижения вариабельности походки у пожилых людей, которые склонны к падениям. В нейрофизиологии субсенсорная электрическая стимуляция помогает улучшить точность восприятия и координацию движений.

## Основные положения

### Появление феномена
Субсенсорная зона проявляется при воздействии раздражителей, которые не достигают порога осознания, но всё же вызывают объективные физиологические реакции. 
 Эти реакции включают:
- изменения в электрической активности мозга,
- кожно-гальванические реакции,
- зрачковые рефлексы,
- и другие непроизвольные ответные реакции организма.

### Объяснение феномена
Неосознаваемые раздражители могут оказывать влияние через механизмы, не зависящие от центрального осознания. Например, снижение порога улитко-зрачкового рефлекса может происходить из-за более быстрого выхода из тормозного состояния мозговых структур, ответственных за этот рефлекс, по сравнению с отделами коры, определяющими осознание раздражителя,,.

## Критика
На данный момент существование субсенсорной зоны не вызывает вопросов. Тем не менее, качественная и количественная сторона проблемы подпорогового восприятия до сих пор остается до конца не изученной.

## Заключение
Субсенсорная зона представляет собой важное направление в когнитивной психологии, исследующее влияние неосознаваемых раздражителей на психику и поведение человека.